# ذلب بورمي
ذلب بورمي (الاسم العلمي:Sansevieria burmanica) هو نوع من النباتات يتبع جنس الذلب من الفصيلة الهليونية.